# 纳尔凯达
纳尔凯达（Nalkheda），是印度中央邦Shajapur县的一个城镇。总人口14201（2001年）。

## 人口
该地2001年总人口14201人，其中男性7333人，女性6868人；0—6岁人口2349人，其中男1196人，女1153人；识字率58.72%，其中男性为68.17%，女性为48.63%。